# Porto Levante
Porto Levante è una frazione del comune italiano di Porto Viro, in provincia di Rovigo.
È situata alla destra della foce del Po di Levante. Di fronte si estende la Sacca Cavallari, un ampio braccio di mare separato dall'Adriatico da uno scanno detto spiaggia di Porto Levante. Poco più a nord si colloca l'isola di Albarella, nota località balneare.
Si presenta come un tipico insediamento peschereccio, recentemente convertito al turismo balneare e naturalistico (sorge nel parco Regionale del Delta del Po). Vi si trova una darsena per la nautica da diporto.